# Johannes Ewald
Johannes Ewald (18 de noviembre de 1743, Copenhague - 17 de marzo de 1781, Copenhague) fue un dramaturgo y poeta danés del Prerromanticismo.
Era hijo de un vicario pietista, Enevold Ewald, nieto de la también pietista Marie Wulf. Quedó huérfano a muy temprana edad y a los quince años se escapó y se alistó en el ejército prusiano, siendo unido a un regimiento de artillería en Magdeburgo en vez de a los húsares, como le habían prometido. Combatió en la Guerra de los siete años, desertó y entró al servicio de los austriacos. Pero tras unos meses más volvió a desertar, regresó a su casa y comenzó a dedicarse seriamente a los estudios teológicos. Pero, aunque se educó como un teólogo, su verdadero interés era la literatura. Una pasión infeliz por una chica, Arendse, inspiró su poesía amorosa posterior, en la que se puede apreciar por primera vez un tratamiento moderno del tema. Había vuelto de la Guerra de los siete años muy débil y enfermo, pero los años siguientes los pasó no solo viviendo como un bohemio y escribiendo poesía en Copenhague, sino bebiendo demasiado y peleándose con su madre y padrastro, bajo cuya tutela estuvo la mayor parte de su vida, ya que nunca tuvo una profesión establecida. A la muerte de Federico V de Dinamarca, se pidió a Ewald que compusiese una elegía funeraria (1766). La admiración general con que fue recibida despertó su ambición y pronto se convirtió en uno de los poetas líricos y trágicos más eminentes de su nación. 
Cuando empezó a escribir, a los 19 años, estaba fuertemente impresionado por el poeta romántico alemán Klopstock, pero fue ampliando su bagaje con sagas, Corneille, Shakespeare, Ossian, Saxo Grammaticus. Pero a los treinta años, convertido ya en un alcohólico y muy deteriorada su salud, adoptó una vida más solitaria y produjo sus trabajos más maduros como Rolf Krage (1770) y, sobre todo, Balders Død (La muerte de Bálder, 1773), que lo convierte en el primer poeta danés en usar temas de las sagas y la mitología escandinava. Permaneció en Rungstedlund (muchos años más tarde casa de la escritora Karen Blixen) entre 1773 y 1775 y allí pasó dos años bastante felices durante los cuales escribió algunos de sus mejores poemas, por ejemplo "Delicias de Rungstedt" (Rungsteds Lyksaligheder), donde expresa la violencia de sus sentimientos. Pero tuvo que partir después para Humlebaek, donde cayó en la depresión y recayó en la bebida, antes de instalarse cerca de Elsinor. Atravesó en 1777 una crisis mística y escribió algunos poemas de inspiración religiosa. Conoció al fin la gloria poco antes de su prematura muerte, causada por el alcohol y los reumatismos, con la opereta de inspiración contemporánea Los pescadores (Fishkerne, 1780), donde figuran las palabras de lo que será el himno nacional de Dinamarca, Kong Christian stod ved højen mast. Escribió también Lille Gunver, el primer Libro de caballería danés.
- Wikimedia Commons alberga una categoría multimedia sobre Johannes Ewald.

- Datos: Q553844
- Multimedia: Johannes Ewald / Q553844